# Nick van der Velden
Nick van der Velden (* 16. Dezember 1981 in Amsterdam) ist ein niederländischer Fußballspieler, der bei Bali United in Indonesien spielt.

## Spielerkarriere
Nick van der Velden startete seine Karriere als Profifußballer 2003 beim niederländischen Erstligisten RKC Waalwijk. In seinen ersten beiden Spielzeiten in der Eredivisie kam er jedoch nur auf 13 Einsätze. Anschließend wurde er 2005 in die zweite Liga an den FC Dordrecht verliehen. In der Saison 2006/07 hatte van der Velden jedoch erneut einen schweren Stand in Waalwijk, so dass der offensive Mittelfeldspieler in der Winterpause fest zu Dordrecht wechselte. 
Nach einer starken Saison wurde van der Velden im Sommer 2008 vom niederländischen Spitzenverein AZ Alkmaar verpflichtet. In seiner ersten Spielzeit bei AZ kam er unter Trainer Louis van Gaal 20-mal zum Einsatz und trug dazu bei, dass sein Team die Meisterschaft feiern konnte. In den folgenden zwei Jahren spielte er in Alkmaar jedoch immer weniger, so dass er im Sommer 2011 trotz eines laufenden Vertrags zum Ligakonkurrenten N.E.C. nach Nijmegen wechselte. Nach zwei Jahren in Gelderland zog es ihn weiter zum FC Groningen.

## Erfolge
AZ Alkmar 
- Niederländischer Supercupsieger: 2009
- Niederländischer Meister: 2009

 FC Groningen 
- KNVB-Pokal: 2015